# Karstologie

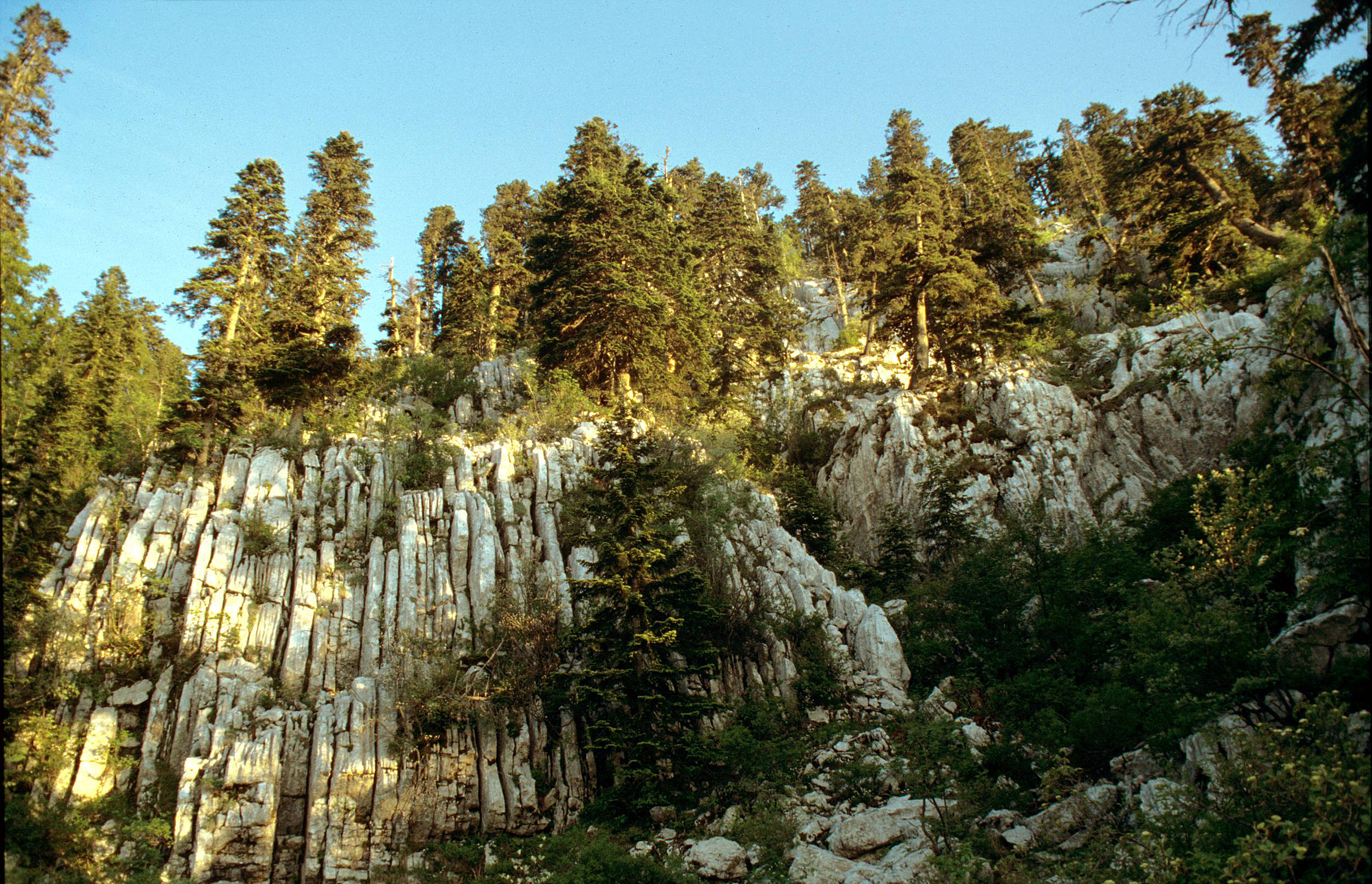
Ökologie und Habitat eines Karst-Blockhalden-Tannenwald auf Schichttreppen sind Forschungsgebiete der Karstologie

Die Karstologie ist die Naturwissenschaft, die hydrologische, geomorphologische, hydrogeologische, ökologische, biologische, sozioökonomische, politische und alle anderen Prozesse über eine unterschiedliche raumzeitliche Dimension in spezifischen Karstregionen verbindet.
Bis heute war die Karstologie aber generell ein Teil der geowissenschaftlichen Gemeinschaft und Teilgebiet der Geomorphologie. Ihr Ursprung liegt insbesondere im Erklären der Phänomene des Karstes und spezifischer Karstlandschaften.
Die Karstologie, die den Karst gesamtheitlich als eine spezifische Landschaft und Lebensraum erforscht, hat sozioökonomisch insbesondere in der hydrologischen Erkundung und der nachhaltigen Wasserversorgung in Karstregionen eine entscheidende Rolle.

## Fachdisziplinen

Synökologie eines Karst-Blockhalden-Tannenwaldes

Die Karstologie ist eine interdisziplinäre Wissenschaft, die mehrere Geo- und Biowissenschaften berührt:
- Geologie, Geographie, Hydrologie und Meteorologie
- Biologie und Ökologie.

Einzelgebiete dieser Wissenschaft umfassen:
- die Karstmorphologie, die sich mit den Formen der Karstmorphologie befasst, und daher Teilgebiet der physischen Geographie ist;
- die Hydrologie und Hydrogeologie, die sich mit dem Grundwasser in Karstgebieten befasst;
- die Speläologie, auch Höhlenkunde, die sich mit unterirdischen Karstformen und unterirdisch lebenden Lebewesen beschäftigt;
- wichtige Untersuchungsmethoden betreffen unter anderem die Geomorphodynamik, die quantitative Messungen zur Kalkabtragung an Gesteinsflächen ermittelt;
- die Karstökologie, die die ökologischen Interaktionen zwischen Organismen, die Organisation von Organismen in ihrer Umwelt als auch die Rückwirkung des Standortes auf die Verbreitung und Speziation von Organismen untersucht;
- die Klimaforschung, die anhand von Isotopenkonzentrationen und Wachstumsgeschwindigkeiten von Tropfsteinen Klimavariabilität in der Vergangenheit rekonstruiert.

## Geschichte der wissenschaftlichen Karstforschung und Kritik der Konzepte
Geomorphologische und hydrologische Phänomene machten die Dinariden zum klassischen Untersuchungsgebiet des Karstes, der, gefördert durch die in Wien unter Albrecht Penck initiierte Etablierung geomorphologischer Forschung, schnell Betätigungsfeld zahlreicher Geologen und Geografen der K.-u.-k.-Monarchie wurde. Pencks Schüler Jovan Cvijić erarbeitete 1893 ein Standardwerk der Karstgeomorphologie, dessen Tragweite bis heute andauert. Diese ersten grundsätzlich rein deskriptiven Arbeiten stellten schon bald generelle Fragen nach der Art der Karsthydrologie und der zeitlichen Genese und Entwicklung von Karstformen, die als erstes von Penck und Davis (1901) auf einer gemeinsamen Exkursion in Bosnien gewonnen wurden. Zum Problem der Karsthydrografie gab es bald zwei Lager, die mit Penck und Alfred Grund die Theorie eines Karstgrundwassers und aus dem Lager der Geologen und Speläologen unter Führung von Friedrich Katzer (1909) und Walther von Knebel eine Theorie der Karstflüsse vertreten.
Die in den europäischen Karstgebieten von Jovan Cvijić entworfene Idee einer geologisch-morphologisch determinierten Klassifizierung in Mero- und Holokarst, als Weiterführung der von Grund 1914 eingeführten Begriffs von Halbkarst, führte nachfolgend auch zu der klimatypologischen Differenzierung, die auf Karstregionen auch außerhalb Europas übertragen wurde. Das Begriffspaar Holokarst-Merokarst (fluvialer Karst) bildet auch das anfängliche Fundament für klimatische Variationen der Karstphänomene. Kritik des die Karstforschung über Jahrzehnte dominierenden Einflusses der Cvijicen-Denkschule kamen erstmals durch detaillierte Studien der tropischen Karstregionen, die das Dogma des Holokarstes als zu eng gefasst erkennen: „Dieses Konzept hatte einen einschlagenden Effekt auf die Karsttheorie in Europa, was teils hinderlich war. Die Idee des Holokarstes ist die eines Karstes mit minimalen fluvialen Einflüssen, wenn nicht sogar frei davon, und dass ein Gebiet nicht ein echter Karst sein konnte, wenn fluviale Einflüsse vorhanden waren.“ (aus dem engl.) Auch die ursprüngliche Annahme, dass Poljen nur durch Lösungsvorgänge entstanden sind, weicht jetzt der Erkenntnis, dass fluviale Erosion insgesamt einen wesentlichen Einfluss auf die Karst-Genese hat und allothigene Fließgewässer bei der Bildung der Turmkarst-Landschaften selbst die wichtigste Grundvoraussetzung stellen.
Das auf der alleinigen Lösung des Kalksteins basierende Modell des Erosionszyklus im Karst datiert im Prinzip schon von 1893, doch erst Grund entwarf 1914 ein Schema, das in komplexer Form auch von Cvijic (1918) zu einem anhaltenden Diskurs über die Erosionszyklen des Karstes aufwarf und in dem insbesondere das Grundsche Modell für die tropischen Karstregionen von Lehmann 1953 weiter angewendet wurde. In diesem Konzept wurde die Entstehung tropischer Karstformen, speziell der Vollformen (Mogoten, Karsttürme) allein durch die immer weiter voranschreitende Korrosion erklärt. Dieses Konzept wurde von Sweeting und dann von McDonnald (1979) als falsch erkannt und als Erklärung, dass die zwischen den Karsttürmen liegenden vereinigten Täler durch Flüsse geschaffen sind, die die Turmseiten durch laterale Erosion zerschneiden und versteilen.
Dieses generelle historische Scheitern, die Bedeutung von Flüssen für die Turmkarst-Geomorphologie im Speziellen und die Karst-Geomorphologie im Allgemeinen, rührt von der langdauernden Befangenheit der wissenschaftlichen Literatur, nicht-fluviale Prozesse hervorzuheben, dem resultierenden Ausbleiben, die durch die Prozess- und Landschaftsevolution, die mit der Änderung des Meeresspiegels zusammenhängen und dem Ausbleiben wichtige physikalische Zeugnisse zu identifizieren, sammeln und zu berücksichtigen her.
Warum die geologische Evolution und der postulierte Erosionszyklus nicht zwangsläufig zu einem einheitlichen Karsttypus führt, hat damit heute eine gültige Antwort. Dass die Frage, warum sich außerhalb der Tropen kein Turmkarst (Fengkong) bildet, nur durch fehlen fluviale Prozesse bedingt ist, zeigt der Vergleich der Turmkarstregion Südchinas (Guilin) und den perhumid-subtropischen Karst in Montenegro, der trotz der in Europa größten Niederschlagsmenge von 5000 mm pro Jahr (Crkvice) kaum oberflächliche Fließgewässer zeigt und den schon Cvijić als ausgebildetsten Karst in Europa ansieht: Es gibt keinen tieferen und entwickelteren Karst als diesen herzegowinisch-montenegrinischen zwischen der unteren Neretva, Skutarisee und dem Adriatischem Meer. Nicht ein Tropfen Wasser fließt oberflächlich ab, sondern alles versinkt in Schloten, Ponoren, Klüften und Vertiefungen. als den beiden entgegengesetzten Polen des Holokarstes, die auch grundsätzlich einen Unterschied in der Tektonik, Mächtigkeit und Alter der Karbonat-Plattformen und edaphische Gründe haben: „Die Entwicklung von Dolinen ist in Montenegro hoch und im Vergleich zu China erfolgt der Abfluss kaum oberflächlich, obwohl die Hänge sehr steil sind. Residuale niedrige kegelförmige Hügel finden sich zwischen den eng beiananderliegenden Depressionen, aber sie sind nicht so gut entwickelt wie beim Fengkong. Vermutlich entwickelt sich heute in Montenegro kein Relief mehr, das dem Fengkong gleicht, doch trotzdem könnte es Zeugnisse dieser Entwicklung in der Vergangenheit geben, als das Klima in Montenegro möglicherweise noch tropischer war. Die Unterschiede könnten jedoch aufgrund einer schwächeren Lithologie in Montenegro und einem stärkeren Bedeckung mit Terra rossa, oder einer viel stärkeren rezenten neotektonischen Hebung dieses Teils der Adriatischen Küste herrühren.“
Dass die Geomorphologie tropischer und außertropischer Landschaften aber im Detail sehr wohl große Ähnlichkeiten zeigt und Karstgeomorphologie nicht ursächlich auf das Klima zurückzuführen ist, kommt in der Beobachtung von McDonnald hervor: Über den Hügeln von Kotor, Montenegro liegen die geschlossene Depressionen in einem sehr rauen Terrain. Ich denke man würde diese Landschaft Cockpit-Karst nennen, wenn sie in den Tropen liegen würde. Die Kalksteine sind eckiger und schwächer korrodiert als in den humiden Tropen, aber die größeren Formen sind sehr ähnlich und die Kalklösung scheint in Montenegro daher genauso Intensiv wie in den Tropen zu sein.
Mit der Feststellung, dass die Kombination von hoch entwickelten Karstgebieten und großen aktiv einschneidenden Flüssen mit so großen Abflussvolumen wie in China die europäischen Konzepte der Karstevolution negiert und durch frühere Kenntnis der randtropischen Karstregionen niemals eine solche Fokussierung auf endlose Diskussionen um die Herkunft von kleinen und wenig bedeutenden Landformen wie im europäischen Karst erbracht hätte, zeigt, dass die erst junge Anschauung und Vergleich der tropischen und randtropischen Karstregionen Südostasiens mit den europäischen Karstgebieten den Fokus auf die fundamentalen Fragen der Verkarstung zurücklegen hilft, so dass eine Neubewertung der westlichen Erkenntnisse der Karstologie der letzten 100 Jahre durch ein neues Kapitel erweitert wird.

## Ökologische Forschung in Karstregionen

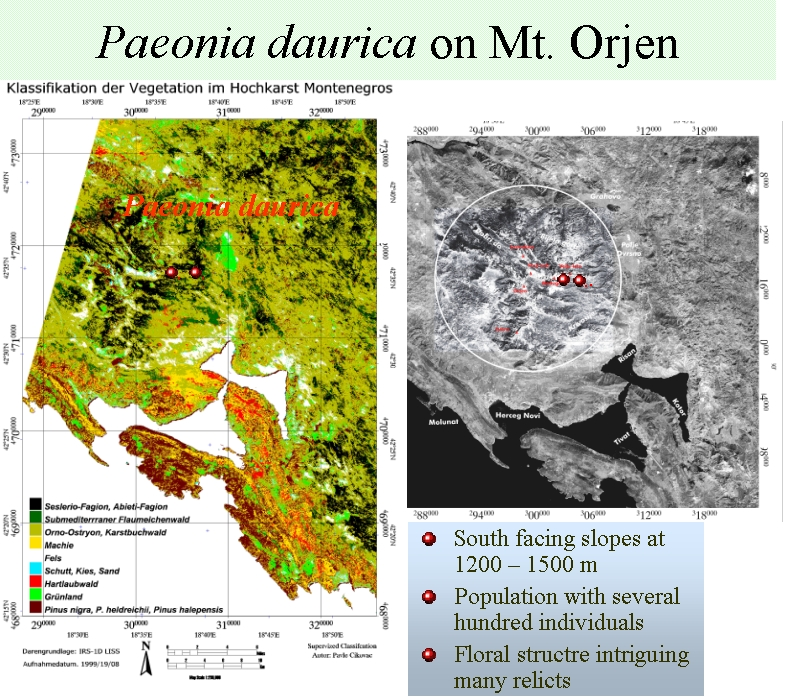
Punktuelle Verbreitung einer seltenen Pfingstrose und Vegetation im Karst

Die allgemeine Karstologie geht nicht so weit in der Betrachtung der Lebewesen, Pflanzenwelt und Tierwelt im Karst wie die der Biologe oder Mikrobiologe. Für den Karstologen sind die Lebewesen im Karst vorwiegend indirekte Indikatoren der chemischen, physikalischen, biologischen und dynamischen Prozesse im Karst. Er untersucht die syn- und autoökologischen Grundlagen von Pflanzen und Vegetation.
Die Kartierung von Vegetation wird mit Mitteln der Pflanzensoziologie und Aufnahme von Formationen geleistet.
Durch Vorfinden von Vertretern der einen oder anderen Gruppe von Lebewesen in einzelnen Gebieten kann man auf regionale Eigenarten dieser Karstregionen schließen, z. B. auf Temperatur und Humidität, weil sie ihre Verbreitung nach diesen Besonderheiten richten. Aus diesen Prozessen kann man, die entsprechenden Lebensbedingungen einzelner Tiere und Pflanzen kennend, ihr Vorhandensein als Indikator des Gebietes, ohne direkte Messungen feststellen.

## Bibliographie
- Alfred Bögli: Karsthydrographie und physische Speläologie. Springer Verlag, Berlin / Heidelberg / New York 1978, ISBN 3-540-09015-0, ISBN 0-387-09015-0.
- Pavle Cikovac: Soziologie und standortbedingte Verbreitung tannenreicher Wälder im Orjen-Gebirge – Montenegro. Diplomarbeit an der LMU, Department of Geography. München 2002 (online auf: academia.edu)
- Jovan Cvijić: Das Karstphänomen. In: A. Penck (Hrsg.): Geographische Abhandlungen. V.3, Wien 1893, S. 218–329.
- Carola Hüttl: Steuerungsfaktoren und Quantifizierung der chemischen Verwitterung auf dem Zugspitzplatt (Wettersteingebirge, Deutschland). (Münchner Geographische Abhandlungen, Reihe B, Bd. 30). Geobuch-Verlag, München 1999, ISBN 3-925308-51-2.
- Friedrich Katzer: Karst und Karsthydrographie. Zur Kunde der Balkanhalbinsel. Sarajevo 1909.
- Vladimír Panoš: Karsologická a speleologická terminologie. Žilina (Knižné centrum) 2001, ISBN 80-8064-115-3.
- K. Rögner, B. Koenig: Der Einfluß von Flechten auf die Verwitterung von Karbonatgesteinen im Hochgebirge (Zugspitzplatt, Wettersteingebirge, Bayern, Deutschland). In: Mitt. der Geographischen Gesellschaft in München. 86, München 2002/2003, S. 85–132.
- M. M. Sweeting: Reflections on the development of Karst Geomorphology in Europe and a comparison with its development in China. In: Zeitschrift für Geomorphologie. Nr. 93, Berlin/Stuttgart 1993, ISBN 3-443-21093-7, S. 127–136.